# Хокинс, Тианна
Тианна Мари Хокинс (англ. Tianna Marie Hawkins; родилась 2 марта 1991 года, Вашингтон, Округ Колумбия, США) — американская профессиональная баскетболистка, выступающая в женской национальной баскетбольной ассоциации за команду «Вашингтон Мистикс». Она была выбрана на драфте ВНБА 2013 года в первом раунде под общим шестым номером клубом «Сиэтл Шторм». Играет на позиции тяжёлого форварда.

## Ранние годы
Тианна родилась 2 марта 1991 года в городе Вашингтон (округ Колумбия), дочь Латани Хокинс, а училась она немного восточнее, в небольшом городке Аппер-Мальборо (штат Мэриленд), в средней школе Ривердейл, в которой выступала за местную баскетбольную команду.